# Le Mesnil-sur-Blangy
Le Mesnil-sur-Blangy är en kommun i departementet Calvados i regionen Normandie i norra Frankrike. Kommunen ligger i kantonen Blangy-le-Château som ligger i arrondissementet Lisieux. År 2022 hade Le Mesnil-sur-Blangy 164 invånare.

## Befolkningsutveckling
Antalet invånare i kommunen Le Mesnil-sur-Blangy
Referens:INSEE